# MTV Music
MTV Music é um canal britânico de televisão paga operado pela Paramount Networks UK & Australia. A marca foi lançada pela primeira vez no Reino Unido e Irlanda antes de ser lançada na Austrália, Nova Zelândia, Itália, Holanda e Polônia. Ao contrário de outros canais de música da MTV, este canal oferece legendas em programas selecionados.

## História
A Paramount International Networks anunciou o lançamento de um canal de música ininterrupta em janeiro de 2011. Como a principal marca da MTV se desviou de seu propósito original e com um constante crescimento da concorrência de outros canais de música e serviços online, a MTV resolveu essa questão lançando o novo canal em 1º de fevereiro de 2011 no Reino Unido e na Irlanda. O canal substituiu a MTV Shows.
Em 1º de fevereiro de 2011, na Sky UK e Sky Ireland, a MTV e a MTV Shows trocaram de posição no EPG, onde a MTV passou a fazer parte dos canais de entretenimento e a MTV Shows foi transferida para os canais de música e renomeada para MTV Music. A programação da MTV Shows foi transferida para a MTV, enquanto a MTV Music se dedicou a reproduzir videoclipes, da mesma forma que seus canais irmãos MTV Base, MTV Classic, MTV Dance, MTV Hits, MTV Rocks e MTV Live.
A MTV Music começou a transmitir em widescreen no Reino Unido e na Irlanda em 28 de março de 2012. Em 15 de fevereiro de 2016, o MTV Music +1 foi lançado no Reino Unido no canal Sky 358, substituindo a versão de definição padrão do MTV Live HD. Após o encerramento da MTV OMG, MTV Rocks e Club MTV em 20 de julho de 2020, a MTV Music transmitiu uma parada musical semanal baseada na programação da MTV Rocks aos domingos. O canal timeshift também fechou como parte dessa mudança, junto com os timeshift da MTV e Comedy Central Extra.

## Canais regionais

### Pan-europeu
A programação consiste em videoclipes ininterruptos 24 horas por dia. O canal está registrado no regulador de transmissão RRTV da República Tcheca. Este canal está disponível na Áustria, Croácia, Dinamarca, Finlândia, Alemanha, Hungria, Israel, Letônia, Lituânia, Luxemburgo, Malta, Holanda, Noruega, Polônia, Portugal, Eslovênia, Espanha, Suécia, Suíça e África do Sul. Anteriormente, a MTV Music UK estava disponível em toda a Europa.

#### Irlanda
A MTV Music Ireland foi lançada em 15 de outubro de 2013. Esta transmite a versão do Reino Unido com atualizações e anúncios de entretenimento irlandês. A MTV Music Ireland fechou em 31 de maio de 2019 e foi substituída pela versão do Reino Unido.

#### Itália
O canal MTV Music foi lançado na Itália em 1º de março de 2011, substituindo o MTV Plus.

#### Austrália e Nova Zelândia
Em 3 de dezembro de 2013, a VIMN lançou o canal na Austrália, substituindo o MTV Hits. Em 1 ° de dezembro de 2015, a MTV Music foi lançada na Nova Zelândia na Sky Television, substituindo a MTV Hits e a MTV Classic. Foi fechada em 1º de julho de 2020 e substituída pela MTV Hits.

#### Polônia
A MTV Music foi lançada na Polônia em 17 de outubro de 2017, substituindo o canal VIVA. A MTV Music foi fechada na Polônia em 3 de março de 2020 e substituída pela MTV Music 24.

## Logos

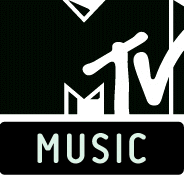
Logotipo usado de 1 de julho de 2011 a 30 de setembro de 2013.
Logotipo usado de 1 de outubro de 2013 a 4 de abril de 2017.
Logotipo usado desde 5 de abril de 2017 a setembro de 2021.
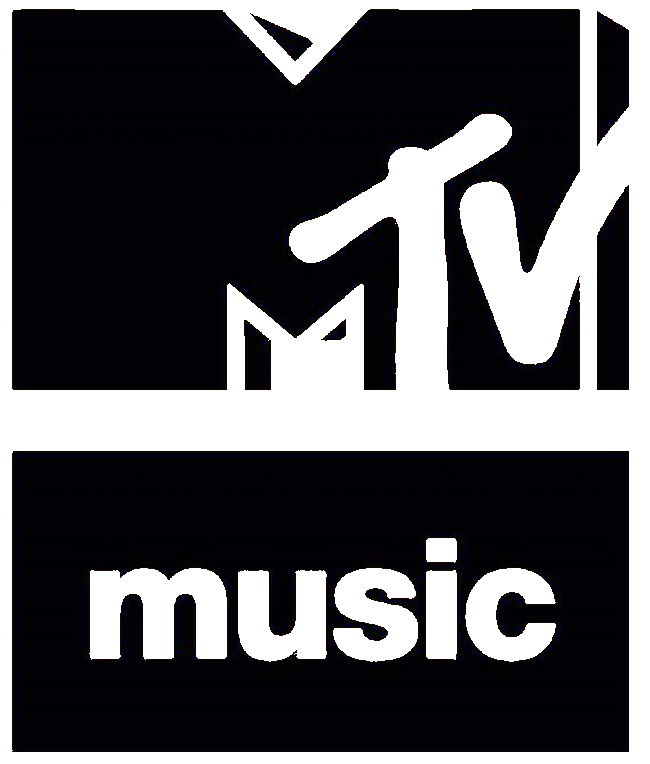
Logotipo usado nas redes sociais.
Logotipo atual, desde setembro de 2021.